# Sport in St. Helena, Ascension und Tristan da Cunha
Der Sport in St. Helena, Ascension und Tristan da Cunha umfasst zahlreiche traditionell britische Sportarten. In dem Britischen Überseegebiet St. Helena, Ascension und Tristan da Cunha sind dies vor allem Cricket und Fußball. Daneben sind vor allem auch Golf und Motocross sowie Mountainbiking und Schwimmen beliebte Sportarten. Es wird zudem vor allem auf der Insel St. Helena Leichtathletik, Badminton, Squash und Sportschießen betrieben.
Auf internationaler Ebene nimmt das Überseegebiet vor allem an den Commonwealth Games, den Commonwealth Youth Games und den Island Games teil. Übergeordnete Einrichtung des Sports ist die National Sports Association of Saint Helena (NSASH).

## Cricket
Cricket ist Nationalsport im Überseegebiet. Liga (November bis Mai) und die Nationalmannschaft werden von der St. Helena Cricket Association organisiert. Der Verband ist seit 2001 angeschlossenes Mitglied des International Cricket Council und Vollmitglied der Africa Cricket Association. Cricket wird bereits in den Schulen gefördert. 2012 nahm die Nationalmannschaft erstmals an einem internationalen Turnier in Südafrika teil. Bei dem ICC Africa Twenty20 Division Three-Turnier wurden drei der sieben Spiele gewonnen.
Wie alle anderen Sportarten wird Cricket auf St. Helena auf dem Sportgelände Francis Plain unweit der Schule Prince Andrew im Distrikt St. Paul’s gespielt.

## Fußball
Auf St. Helena gibt es mit der Football League eine Amateurliga mit 10 Vereinen, die unter dem Dach der St. Helena Football Association steht. Aufgrund finanzieller Engpässe werden kaum Spiele der Fußballauswahl außerhalb der Insel oder gar gegen andere Nationen ausgetragen. Die Mannschaft nahm jedoch bereits an den Island Games teil. Die Förderung des Sports beginnt bereits im Schul- und Juniorenbereich.
Ähnlich ist die Lage in den anderen Teilgebieten Ascension und Tristan da Cunha. Hier gibt es mit der Ascension Island Football Association und der Tristan da Cunha Football Association eigene Dachverbände, jedoch nur Freundschafts- und Pokalspiele und vor allem aus Mangel an Spielern auf Tristan da Cunha keine Fußballliga. Auf Ascension wird auf dem Fußballplatz Longbeach, auf Tristan da Cunha auf einem Sportplatz am Strand gespielt.

## Golf
Golf wird auf St. Helena auf einem 9-Loch-Golfplatz des St. Helena Golf Club (gegründet 1899) im Distrikt Longwood gespielt. Der Bau eines 18-Loch-Golfplatzes ist im Distrikt Blue Hill geplant. Auf Tristan da Cunha befindet sich mit dem Hottentot Fence Tristan da Cunha Golf Course ebenfalls ein Golfplatz, der jedoch eigentlich eine Weidefläche für Nutztiere darstellt und nur durch 18 Löcher und Abschläge ausgebaut wurde. Auch auf Ascension befindet sich mit dem One Boat Golf Course ein 18-LochGolfplatz.